# Con de Dirac

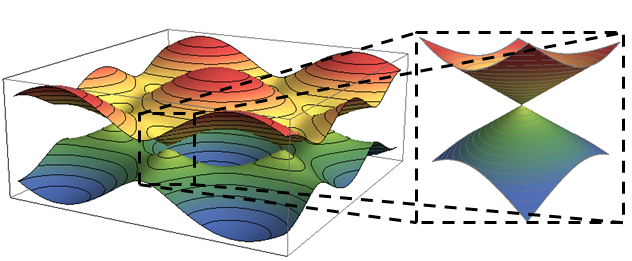
Estructura de banda electrònica de grafè monocapa, amb una inserció ampliada que mostra els cons de Dirac. N'hi ha 6 cons corresponents al 6 vèrtexs de la primera zona de Brillouin hexagonal.

En física, els cons de Dirac són característiques que es produeixen en algunes estructures de bandes electròniques que descriuen propietats inusuals de transport d'electrons de materials com el grafè i els aïllants topològics. En aquests materials, a energies properes al nivell de Fermi, la banda de valència i la banda de conducció prenen la forma de les meitats superior i inferior d'una superfície cònica, reunint-se en el que s'anomenen punts de Dirac.
Els exemples típics inclouen el grafè, els aïllants topològics, les pel·lícules primes d'antimoni de bismut i alguns altres nanomaterials nous, en què l'energia electrònica i el moment tenen una relació de dispersió lineal de manera que l'estructura de la banda electrònica a prop del nivell de Fermi pren la forma d'una superfície cònica superior per als electrons i una superfície cònica inferior per als forats. Les dues superfícies còniques es toquen entre si i formen un semimetall de banda zero.
El nom de con de Dirac prové de l'equació de Dirac que pot descriure partícules relativistes en mecànica quàntica, proposada per Paul Dirac. Els cons de Dirac isotròpics en grafè van ser predits per primera vegada per PR Wallace el 1947 i observats experimentalment pels premis Nobel Andre Geim i Konstantin Novoselov el 2005.

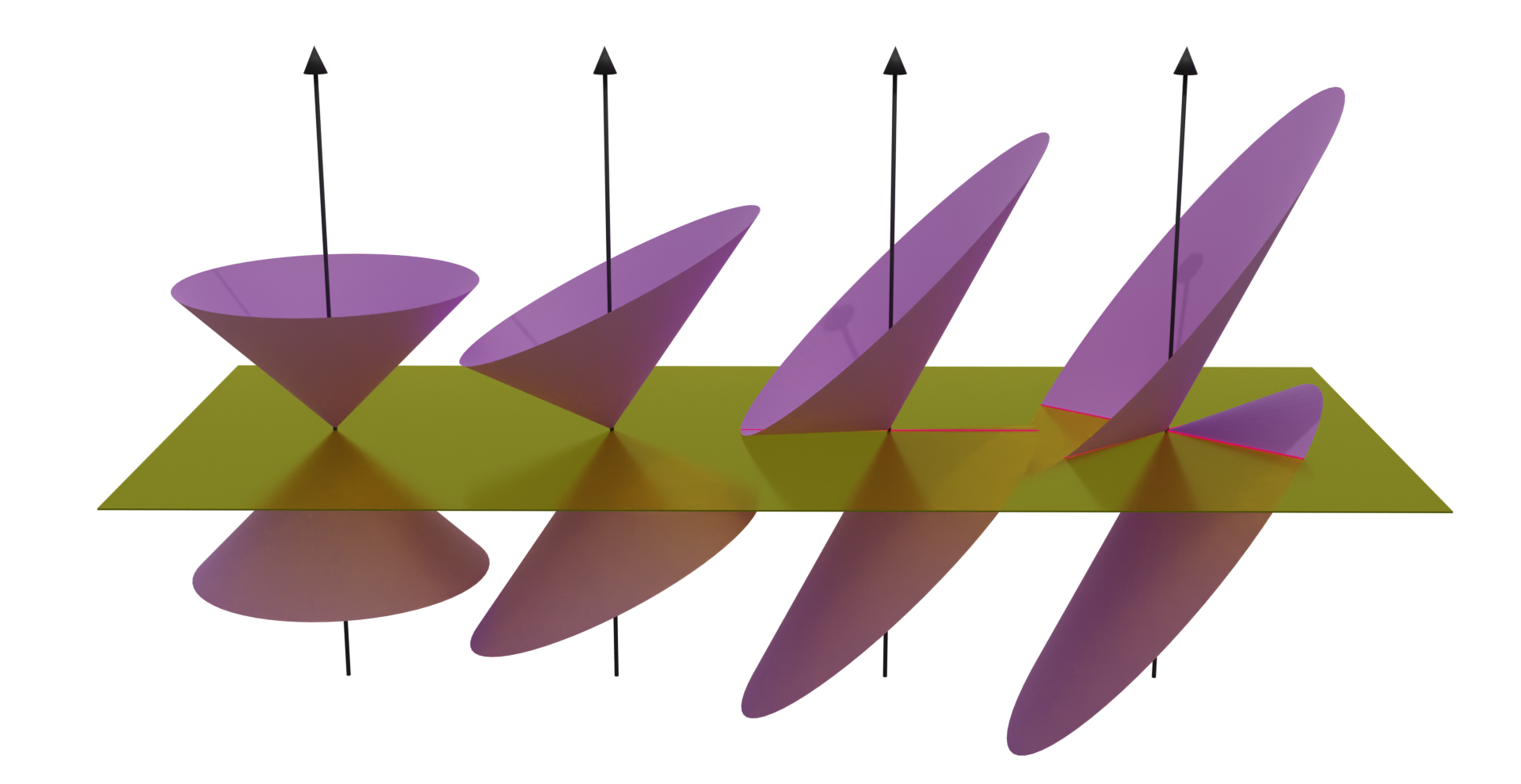
Cons de Dirac inclinats a l'espai d'impuls. D'esquerra a dreta, la inclinació augmenta, de no inclinació en el primer con a sobre-inclinació en l'últim. Els tres primers són semimetalls Weyl tipus I, l'últim és un semimetall Weyl tipus II.

## Descripció
En mecànica quàntica, els cons de Dirac són una mena de punt d'encreuament que els electrons eviten, on l'energia de les bandes de valència i de conducció no són iguals en cap part de l'espai k de la gelosia bidimensional, excepte en els punts de Dirac de dimensions zero. Com a resultat dels cons, la conducció elèctrica es pot descriure pel moviment dels portadors de càrrega que són fermions sense massa, una situació que es gestiona teòricament per l'equació de Dirac relativista. Els fermions sense massa condueixen a diversos efectes Hall quàntics, efectes magnetoelèctrics en materials topològics i una mobilitat de portadors ultra alta. Els cons de Dirac es van observar el 2008-2009, mitjançant l'espectroscòpia de fotoemissió resolta per angle (ARPES) en el compost d'intercalació de grafit potassi KC8 i en diversos aliatges basats en bismut.
Com a objecte amb tres dimensions, els cons de Dirac són una característica de materials bidimensionals o estats superficials, basats en una relació de dispersió lineal entre l'energia i els dos components del moment del cristall kx i ky. Tanmateix, aquest concepte es pot estendre a tres dimensions, on els semimetalls de Dirac es defineixen per una relació de dispersió lineal entre energia i kx, ky i kz. A l'espai k, això es mostra com un hipercon, que tenen bandes doblement degenerades que també es troben als punts de Dirac. Els semimetalls de Dirac contenen tant simetria de inversió temporal com d'inversió espacial; quan un d'aquests es trenca, els punts de Dirac es divideixen en dos punts de Weyl constituents, i el material es converteix en un semimetall Weyl. L'any 2014, es va realitzar una observació directa de l'estructura de la banda semimetallica de Dirac mitjançant ARPES a l'arsenur de cadmi semimetallic de Dirac.

## Sistemes analògics
Els punts de Dirac s'han realitzat en moltes àrees físiques com la plasmònica, la fonònica o la nanofotònica (microcavitats, cristalls fotònics).